# Ecuadorskogssångare
Ecuadorskogssångare (Myiothlypis fraseri) är en fågel i familjen skogssångare inom ordningen tättingar.

## Utseende och läte
Ecuadorskogssångare är en vacker skogssångare i grått och gult. Noterbart är svart hjässband kantat av ett grått ögonbrynsstreck som går mot vit mot näbbroten. Sången är gladlynt och består av ljusa, ringande toner.

## Utbredning och systematik
Ecuadorskogssångaren förekommer som namnet avslöjar i Ecuador, men även in i nordvästra Peru. Den delas upp i två underarter med följande utbredning:
- M. f. ochraceicrista – arida tropiska västra Ecuador (Manabí till El Oro) och Isla Puná
- M. f. fraseri – centrala Ecuador (Chimborazo) till nordvästra Peru (Lambayeque)

## Levnadssätt
Ecuadorskogssångaren hittas oftast i torra skogar, men kan röra sig in i fuktigare skogar i vissa områden. Den ses enstaka eller i par, födosökande aktivt i skogens undervegetation.

## Status och hot
Arten har ett stort utbredningsområde, men tros minska i antal, dock inte tillräckligt kraftigt för att den ska betraktas som hotad. Internationella naturvårdsunionen IUCN listar arten som livskraftig (LC).

## Namn
Fågelns vetenskapliga artnamn hedrar den engelske zoologen Louis Fraser (1819?-1883?).